# Ле Косте (Сијена)
Ле Косте је насеље у Италији у округу Сијена, региону Тоскана.
Према процени из 2011. у насељу је живело 85 становника. Насеље се налази на надморској висини од 311 м.